# Venom (альбом Bullet for My Valentine)
Venom (в пер. з англ. «Отрута») — п'ятий студійний альбом валлійського метал-гурту Bullet for My Valentine, що вийшов 14 серпня 2015 року. Це перший альбом без басиста Джейсона «Джей» Джеймса, про вихід з гурту було оголошено в лютому 2015, в той час як група записувала альбом. Джеймі Матіас був оголошений як його заміна 18 травня 2015, тоді і оголосили назву та дату релізу нового студійново альбому, а також випустили перший сингл в альбомі, «No Way Out». «No Way Out» і «Broken» були вперше виконанні наживо під час виступу групи як хедлайнерів на Camden Rocks Festival в Лондоні 30 травня 2015 року. Третій сингл альбому, «You Want a Battle? (Here's a War)», вийшов 24 червня 2015 року.

## Список композицій
| Стандартна версія | Стандартна версія                             | Стандартна версія |
| #                 | Назва                                         | Тривалість        |
| ----------------- | --------------------------------------------- | ----------------- |
| 1.                | «V»                                           |                   |
| 2.                | «No Way Out»                                  | 3:53              |
| 3.                | «Army of Noise»                               | 4:18              |
| 4.                | «Worthless»                                   |                   |
| 5.                | «You Want a Battle? (Here's a War)»           | 4:14              |
| 6.                | «Broken»                                      |                   |
| 7.                | «Venom»                                       |                   |
| 8.                | «The Harder the Heart (The Harder It Breaks)» |                   |
| 9.                | «Skin»                                        |                   |
| 10.               | «Hell or High Water»                          |                   |
| 11.               | «Pariah»                                      |                   |

| Deluxe edition bonus tracks | Deluxe edition bonus tracks       | Deluxe edition bonus tracks |
| #                           | Назва                             | Тривалість                  |
| --------------------------- | --------------------------------- | --------------------------- |
| 12.                         | «Playing God»                     |                             |
| 13.                         | «Run for Your Life»               |                             |
| 14.                         | «In Loving Memory (Demo Version)» |                             |
| 15.                         | «Raising Hell»                    | 4:33                        |

## Учасники запису
Bullet for My Valentine
- Меттью «Мет» Так — вокал, ритм-гітара, бас-гітара
- Майкл «Педж» Майкл — соло-гітара, бек-вокал
- Майкл «Мусс» Томас — барабани
- Джейсон «Джей» Джеймс — бас-гітара в «Raising Hell»